# Hemiphileurus quadridentatus
Hemiphileurus quadridentatus är en skalbaggsart som beskrevs av Brett C.Ratcliffe 2001. Hemiphileurus quadridentatus ingår i släktet Hemiphileurus och familjen Dynastidae. Inga underarter finns listade i Catalogue of Life.